# Liste von Desktop-Suchprogrammen
Nachfolgend eine Liste von Programmen für die Desktopsuche mit und ohne Index.

## Liste
| Name                    | Windows | macOS | Linux/Unix | Lizenz                               | Index     | Voll-Text | Bemerkungen |
| ----------------------- | ------- | ----- | ---------- | ------------------------------------ | --------- | --------- | --- |
| Agent Ransack           | ja      | –     | –          | kommerzielle Software, Free          | ja (60 $) | ja        | Auch Volltextsuche in Binärformaten. Identisch zu FileLocator Pro. Mit Index 60 $.                                       |
| Alfred                  | –       | ja    | –          | kommerzielle Software                |           | –         | keine Volltextsuche |
| Copernic Desktop Search | ja      | –     | –          | kommerzielle Software, 22 $ pro Jahr | ja        | ja        | Business Server Search mit höherer Funktionalität und Preisklasse                                                        |
| DocFetcher              | ja      | ja    | ja         | ✔ freie Software                     | ja        | ja        | Mit Index. Auf Java basierend.                                                                                           |
| Everything              | ja      | –     | –          | Freeware, Spenden erwünscht.         | ja        | –         | Suche und Indexerstellung sehr schnell. Volltextsuche nur ohne Index. Funktionale Oberfläche, aber modern. Gut gepflegt. |
| Find Any File           | –       | ja    | –          | kommerzielle Software, 4 $           |           | ja        | Volltextsuche auf unformatierten Text beschränkt                                                                         |
| FoxTrot                 | –       | ja    | –          | kommerzielle Software, 39 €          |           |           | Versionen: Personal / Professional / Server. Begleit-App für iOS erhältlich                                              |
| Launchy                 | ja      | –     | ja         | ✔ freie Software                     |           | –         | |
| Listary                 | ja      | –     | –          | kommerzielle Software, Free + 20 $   |           | –         | integriert im Explorer                                                                                                   |
| Lookeen                 | ja      | –     | –          | kommerzielle Software, 69 €          |           | ja        | durchsucht auch PST-Dateien (Microsoft Outlook) und Microsoft Exchange Server.                                           |
| Quicksilver             | –       | ja    | –          | ✔ freie Software                     |           | –         | |
| Recoll                  | ja      | ja    | ja         | ✔ freie Software                     |           | ja        | GPL |
| SwiftSearch             | ja      | –     | –          | ✔ freie Software CC BY-NC            |           | –         | NTFS-Laufwerk: Sehr schnelle Suche.                                                                                      |
| T-Rex                   | ja      | –     | –          | Freeware                             |           | ja        | Volltextsuche in vielen Binärformaten. Früher AZ Finder.                                                                 |
| Terrier Search Engine   | ja      | ja    | ja         | ✔ freie Software                     | ja        | ja        | Entwickelt an der Uni Glasgow. Zum Indexieren Kommandozeile, für die Suche Desktop-Interface. „You have been warned.“    |
| UltraSearch             | ja      | –     | –          | kommerzielle Software, Freeware      |           | ja        | NTFS-Laufwerk: Sehr schnelle Suche.                                                                                      |
| X1 Search               | ja      | –     | –          | kommerzielle Software, 79 $ pro Jahr |           |           | früher Yahoo Desktop Search                                                                                              |

## Teil des Betriebssystems
| Name           | Windows | macOS | Linux/Unix | Lizenz                              | Index | Voll-Text | Bemerkungen                                                                                          |
| -------------- | ------- | ----- | ---------- | ----------------------------------- | ----- | --------- | --- |
| EasyFind       | –       | ja    | –          | kommerzielle Software, Freeware     |       |           | Frontend für Spotlight-Index                                                                         |
| HoudahSpot     | –       | ja    | –          | kommerzielle Software               |       |           | Frontend für Spotlight-Index                                                                         |
| Spotlight      | –       | ja    | –          | Standard-Suche in Apple macOS       | ja    |           | Seit Mac OS X Tiger fester Bestandteil des Betriebssystems. Nachfolger von Sherlock.                 |
| Windows Search | ja      | –     | –          | Standard-Suche in Microsoft Windows | ja    |           | Teilweise mit Index. Seit Vista fester Bestandteil von Windows, für Windows XP als Update verfügbar. |

## Weiterentwicklung eingestellt
| Name                  | Windows | macOS | Linux/Unix | Lizenz                | Index | Voll-Text | Bemerkungen                                                                   |
| --------------------- | ------- | ----- | ---------- | --------------------- | ----- | --------- | ----------------------------------------------------------------------------- |
| Beagle                | –       | –     | ja         | ✔ freie Software      |       | ja        | 2010 eingestellt                                                              |
| Google Desktop        | ja      | ja    | ja         | kommerzielle Software |       |           | 2011 eingestellt                                                              |
| Strigi                | ja      | ja    | ja         | ✔ freie Software      |       |           | 2013 eingestellt. Reiner Indexer, der zusätzlich ein Such-Interface benötigt. |
| Svizzer Client Search | ja      | –     | –          | Freeware              |       |           | 2017 eingestellt (letzte Version erschien im November von 2016)               |